# Tholera amarginata
Tholera amarginata är en fjärilsart som beskrevs av Karl Schawerda 1927. Tholera amarginata ingår i släktet Tholera och familjen nattflyn. Inga underarter finns listade i Catalogue of Life.